# Trg bana Jelačića (Zagreb)
Trg bana Josipa Jelačića glavni je zagrebački trg. Trg je mjesto odvijanja raznih povijesno-političkih, kulturnih i sportskih događaja. U kasnom srednjem i u novom vijeku, Harmica je bila sajmišni prostor. Tijekom 17. st. tjedna tržišta i veliki godišnji sajmovi premještaju se uz Manduševac. Godine 1826. stočni sajam premješten je s Harmice na Marvinski, odn. Novi trg (od 1866. poznat pod nazivom Zrinjevac). Dana 23. lipnja 1848. godine, Harmica je preimenovana u Jelačić-plac, a sedamnaest godina kasnije na njemu je postavljen i spomenik banu Jelačiću. Na sajmovima se prodavalo meso svih vrsta, riba, mlijeko, jaja, stoka i divljač. Odlukom Gradskoga zastupstva 1890. godine određeno je da će se tjedni sajmovi održavati srijedom te na Veliki četvrtak i Tominje, pred Božić. Povremeno se i danas održavaju sajmovi, primjerice, Sajam hrvatskoga otočnoga proizvoda.

## Nazivi
Skraćeno se trg naziva raznim imenima: Trg bana Jelačića ili Jelačićev trg, a u mjesnome govoru poznat je i kao Jelačić-plac (službeni naziv od 23. lipnja 1848. do 1947.). Povijesni nazivi su Trg Republike (od 1947. do 1990. godine), Trg Tridesetnice i Harmica (od mađ. harmincz, »trideset«; tako se još uvijek naziva prolaz od kipa prema Dolcu) jer se tu ubirala tridesetina, tj. postojala je carinarnica u kojoj se ubirala daća.

## Povijest
Trg je bio poprište važnih događaja u suvremenoj hrvatskoj povijesti. Tako se na njemu 16. listopada 1895. godine spalila mađarska zastava iz prosvjeda banu Khuen-Héderváryju. Dana 5. prosinca 1918. pristaše Narodnoga vijeća SHS otvorile paljbu na Zagrepčane koji su prosvjedovali za uspostavu hrvatske republike, a petnaest poginulih prozvano je Prosinačkim žrtvama. Dana 7. svibnja 1971. na tadašnjemu Trgu Republike održan je veliki prosvjedni skup hrvatskih proljećara. Prljavo kazalište održalo je 17. listopada 1989. koncert „Voljenom gradu”, koji je postao poznat kao „Zabranjeni koncert”, a na kojemu se okupilo između 250 i 300 tisuća ljudi. Unatoč pokušajima milicije koja je izvođačima htjela isključiti struju, koncert se održao te je označio simboličko odvajanje Hrvatske od SFRJ, što je osobito iskazano skladbom Mojoj majci (Ruža Hrvatska), simboličnim prekidom Hrvatske šutnje.
Dana 16. srpnja 2018., nakon osvojenoga drugoga mjesta na Svjetskom prvenstvu u nogometu 2018. gdje je hrvatske nogometne reprezentativce dočekalo 550 000 ljudi.

## Opis
U središtu je kip bana Josipa Jelačića kipara Dominika Fernkorna, danas okrenut prema jugu. Kada je kip 1866. godine prvi put postavljen na trg, gledao je prema sjeveru, s obzirom na to da u to doba južni dio grada još nije postojao, već su to još bile oranice i male seoske nastambe. Kip je gledao na središte grada, Trg sv. Marka. Pogrešan je pučki mit koji govori da Ban gleda prema Mađarskoj, iako je utemeljen na stvarnim povijesnim činjenicama. Godine 1947. komunistički je režim uklonio kip, a 1990. godine je kip bio ceremonijalno vraćen na trg. Od nakon Drugoga svjetskoga rata do 1990. godine, kada mu je vraćeno staro ime, trg je nosio ime Trg Republike.
Na istočnoj strani trga nalazi se fontana koja je suvremena verzija Manduševca, odnosno Mandušinog zdenca. Po legendi, Zagreb je dobio ime po lijepoj Manduši koja je, zagrabivši vode iz tog zdenca, napojila vojsku koja je tuda prolazila.
Trg se nije oduvijek nalazio u krugu grada, već je bio prazna poljana ispod zidina Gradeca i Kaptola, na kojoj su obitavali došljaci kojima je pristup gradu bio zabranjen. Širenjem grada na Ilicu i Staru Vlašku i Trg bana Josipa Jelačića je postao najužim dijelom grada. Do 1975. godine na trgu je bio pušten automobilski promet. Danas je to glavna gradska šetnica u kojem jedino tramvaj prometuje.

## Galerija slika
- Manduševac, 2007.
- Sjeverni rub trga, 2007.
- Zračna fotografija sjevera Trga bana Jelačića, 1964.
- Skica trga iz 1884. godine
- Trg bana Jelačića, 1880.
- Ploča koja naznačuje nalazište novčića iz doba cara Dioklecijana na Trgu bana Jelačića, 2025.
- Božićno drvce na Trgu 2007. godine